# 龙岩站
龙岩站位于福建省龙岩市新罗区人民西路，连接有漳龙线、赣龙线、赣瑞龙线和龙厦线四条铁路，建设于1999年，于2003年建成。车站及以东为电气化区段，以西仅赣瑞龙线为电化区段。南龙铁路也以该站为终点。
原龙岩站位于登高东路，建于1961年，今改称龙岩东站。

## 历史

### 东站时期
漳龙线于1958年3月动工，1961年10月建成通车，其终点站龙岩站位于龙岩市区东部的龙川东岸，1963年建成，设站台1000平方米，候车室300平方米，行李房217平方米。1965年，当时的龙岩站运出货物35.17万吨，运入18.37万吨，发送旅客8.80万人次。截至1987年，龙岩站设有股道14条，候车室292平方米，行李仓库140平方米，露天货场5395平方米，整车仓库3座（计1754平方米）、零担仓库2座（计1135平方米）。
老龙岩站引出的龙马支线于1970年7月开工，该线原本为开发马坑铁矿而建，但因马坑铁矿尚未全面开发，1972年5月铺轨至龙岩钢铁厂后即中断施工，暂由龙岩钢铁厂、贮木场和地区水泥厂使用。

### 新客站

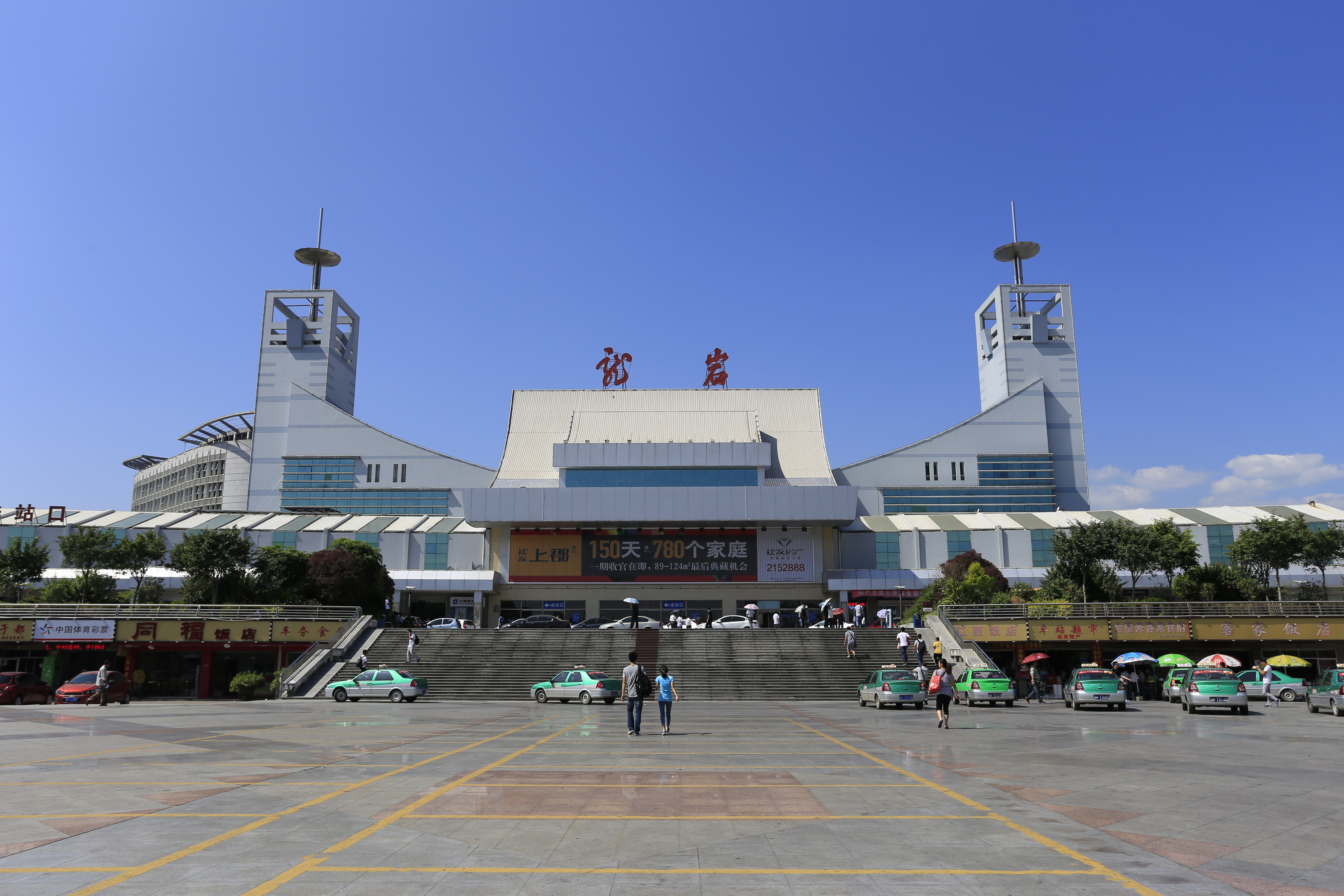
龙岩站站房（2013年）

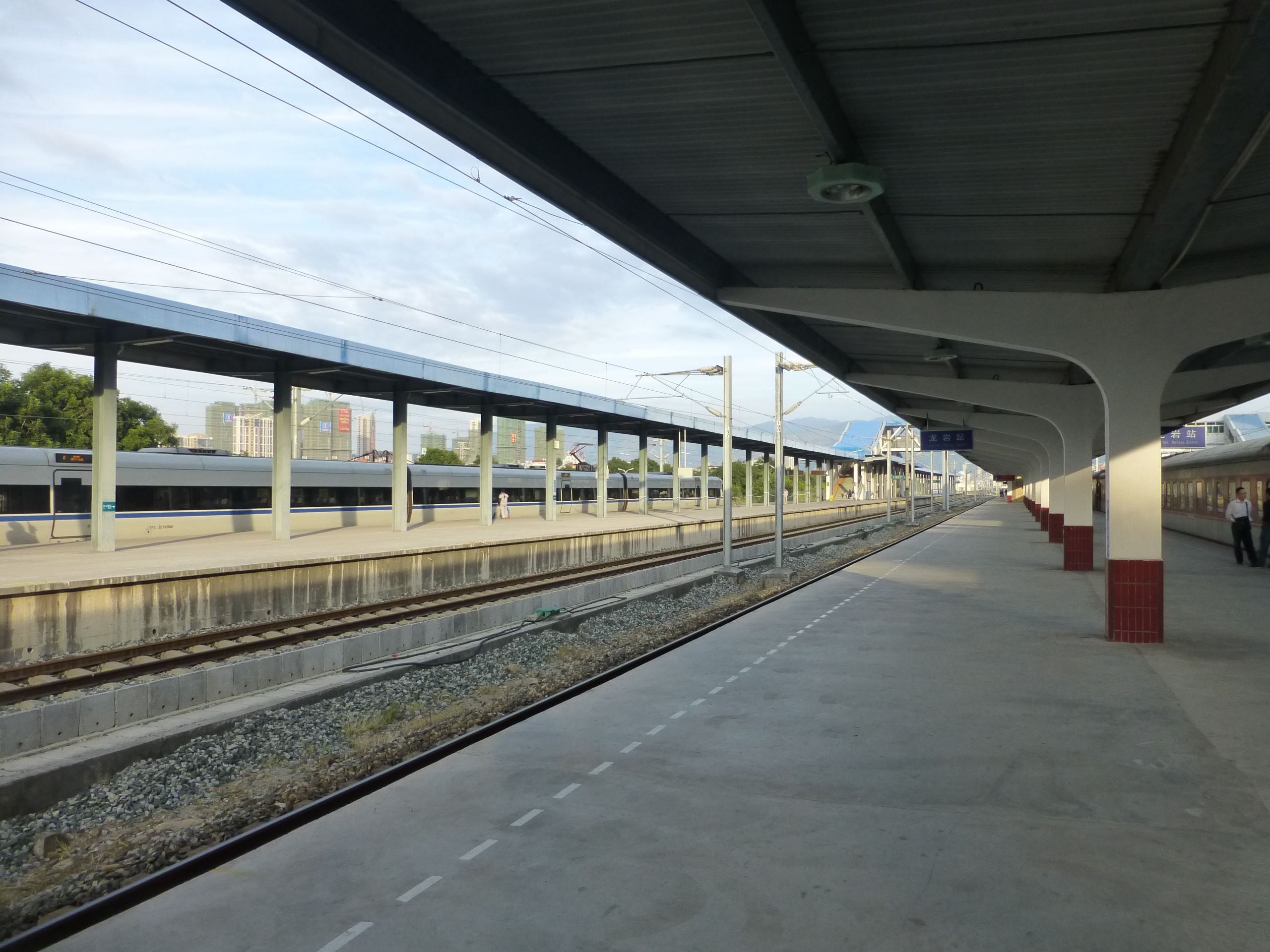
车站站台（2015年）

1998年4月8日，梅坎铁路开工，当时赣龙铁路的可行性研究也在进行:215。位于西陂大洋的龙岩铁路西客站（即今龙岩站）也于1998年开工。梅坎铁路于2000年9月30日开通，原有的龙岩站更名为龙岩东站。2001年3月1日，梅坎铁路开办全路直通旅客运输，与原漳龙坎铁路并称漳龙线（漳平至龙川）。
作为梅坎铁路和赣龙铁路的配套项目，龙岩站的站房于2001年10月12日开工。该站房由铁道部第四勘察设计院设计，主体工程投资3226.75万元。:217,545,5462002年7月18日，站房主体结构封顶并通过质量验收，最终于2003年1月18日全面竣工并投入使用，当时该站设2个站台:546。龙岩站3号站台于2012年5月建成，同年6月29日，龙厦铁路开通运营，但龙岩站当时的售取票设施仍不完善。
龙岩站北站房工程于2013年10月开始前期研究，规划方案于2014年编制，初步设计方案则于2016年2月获得中国铁路总公司批复。2016年6月24日，本站西侧的龙岩动车运用所建成启用。
2018年1月19日，为配合南三龙铁路建设，龙岩站进行道岔拆铺、拢口拨接、信号换装I级改造。经过8个多小时的施工，龙岩站完成改造，新站台也正式投入使用，既有赣龙铁路、赣瑞龙铁路、漳龙铁路由龙岩站老站场接入新建站场，并与新建南三龙铁路实现交汇。改造工程共新建行包地道1座、旅客地道1座、南北广场人行社会通道1座、接长框架中桥1座、新建站台3个、改造站台3个、新建线路5条。
龙岩站的改造工程也引起了中国境外媒体的关注。缘起于美国企业家埃隆·马斯克在Twitter转载梨视频报道改造工程的视频时，错误解读为中国仅9小时建成一个全新的火车站，引起部分媒体迅速报道。美国网络杂志《Slate》和《全球建筑评论》提到施工的背景是工人分成七班同时作业安装了预制部件。
英国《每日邮报》报道称“这才是高铁”，不到几小时内文章迅速攀升至微博热门。2018年4月20日，龙岩站北站房启用，南站房同时停用。

## 结构

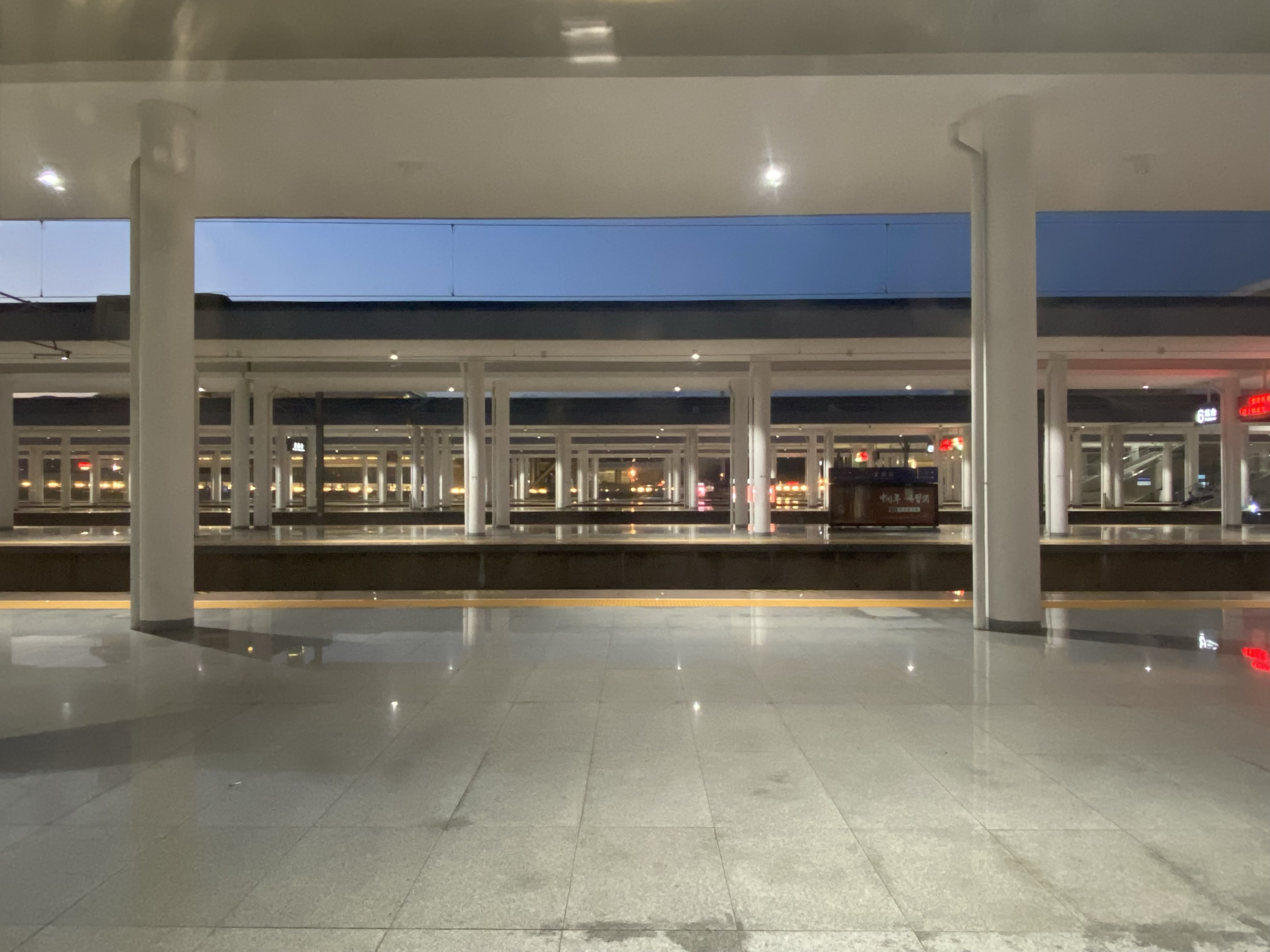
改造后的站台

### 站房
站房共三层，总面积12239平方米。一层主要为商户和出站口，有出站口西侧有步行梯通向二层。有行车天桥连接到二层。
二层自西向东为售票大厅和进站口。设有第一候车室。并有电梯和步行梯前往动车组候车室。三层则为6间办公用房。:546

### 站台
本站共有七台十二线。其中第四站台于2012年为配合龙厦铁路动车组设计的高站台。四个站台通过封闭式天桥与南站房三层连接，并配有地下通道通至一层。

### 站前广场
车站站前广场可换乘由火车站始发的公交车，过马路可换乘路过的公交车。站前广场以东为站前高架桥入口和小轿车停车场入口。

## 公交
- K4    火车站-铁山镇
- K2  火车站-志高神州欢乐园
- K7   火车站-莲东小区
- K21  火车站-龙岩技术学院
- K28  火车站-邮政大楼-土楼坪-火车站（莲东）
- K25   公用车站-火车站-红坊镇
- K33 火车站-龙达花园
- k35 火车站-公交东站

## 附近
- 龙岩财校
- 闽西交易城